# Indonesia en los Juegos Asiáticos de 2018
Indonesia participó en los Juegos Asiáticos de 2018 con una delegación de 938 deportistas que participaron en 40 deportes. El portador de la bandera en la ceremonia de apertura fue el nadador Gede Sudartawa.
- Datos: Q48608928
- Multimedia: Indonesia at the 2018 Asian Games / Q48608928